# 1457

## Události
- Kunvald u Žamberka, založena Jednota Bratrská
- vyjel z Prahy svatební kotčí vůz spolu s českým poselstvím do Paříže pro francouzskou princeznu, která se měla stát ženou českého krále Ladislava Pohrobka

### Probíhající události
- 1454–1466 – Třináctiletá válka
- 1455–1487 – Války růží

## Narození
- 28. ledna – Jindřich VII. Tudor, anglický král († 21. dubna 1509)
- 13. února – Marie Burgundská, vládnoucí burgundská, lucemburská a brabantská vévodkyně, pramáti rodu Habsburků († 27. března 1482)
- 17. srpna – Kateřina z Rožmberka, česká šlechtična, provdaná Šternberková († 20. srpna 1521)
- 16. listopadu – Beatrix Neapolská, uherská královna jako druhá manželka Matyáše Korvína a Vladislava Jagellonského († 23. září 1508)
- ? – Filippino Lippi, italský renesanční malíř († 18. dubna 1504)

## Úmrtí
Česko
- 23. listopadu – Ladislav Pohrobek, český král z rodu Habsburků (* 22. února 1440)

Svět
- 1. srpna – Laurentius Valla, italský humanistický filosof a filolog (* 1405–1407)
- 14. března – Ťing-tchaj, čínský císař (* 1428)
- 22. května – Rita z Cascie, italská katolická světice (* 1377/1381)

- ? – Jü Čchien, čínský státník (* 1398)

## Hlavy států
- České království – Ladislav Pohrobek – Jiří z Poděbrad
- Svatá říše římská – Fridrich III.
- Papež – Kalixtus III.
- Anglické království – Jindřich VI.
- Francouzské království – Karel VII. Vítězný
- Polské království – Kazimír IV. Jagellonský
- Uherské království – Ladislav Pohrobek
- Litevské knížectví – Kazimír IV. Jagellonský
- Říše Inků – Pachacútec Yupanqui